# Bitwa morska pod Milos
Bitwa morska pod Milos – starcie zbrojne, które miało miejsce 27 sierpnia 1661 podczas wojny wenecko-tureckiej (1645–1669).
W pobliżu wyspy Milos na Morzu Egejskim doszło do bitwy pomiędzy flotą wenecko-maltańską liczącą 22 okręty (2 galeasy i 20 galer) a flotą turecką liczącą 36 galer. Flota turecka została kompletnie rozgromiona, tracąc 9 okrętów (5 galer zatopionych, 4 zdobyte).